# Erina Yamane
Erina Yamane (jap. 山根 恵里奈, Yamane Erina; * 20. Dezember 1990 in Hiroshima) ist eine japanische Fußballtorhüterin.

## Karriere

### Vereine
Yamane spielte von 2009 bis 2011 bei Tepco Mareeze, dem Werksclub des Energieversorgungsunternehmens Tepco. Nach der Nuklearkatastrophe von Fukushima zog sich Tepco Mareeze aus dem Spielbetrieb zurück und Yamane wechselte zur Frauenabteilung des Erstligisten JEF United Ichihara Chiba.

### Nationalmannschaft
Yamane spielte bis 2010 in der japanischen U-20-Nationalmannschaft und nahm mit dieser an den U-20-Weltmeisterschaften 2008 und 2010 teil, wo sie bei insgesamt vier Partien auflief. Am 15. Januar 2010 debütierte sie gegen Chile in der japanischen A-Nationalmannschaft, in deren Kader sie auch in der Vorbereitung auf die  Olympischen Spiele 2012 berufen wurde. 2014 gewann sie mit Japan erstmals die Fußball-Asienmeisterschaft, mit der sich Japan für die WM 2015 qualifizierte. Sie gehörte auch zum Kader der Japanerinnen für die WM 2015 in Kanada und ist mit 1,87 m Körpergröße neben Wendie Renard (Frankreich), die größte Spielerin bei der WM. Yamane hatte von den drei japanischen Torhüterinnen die wenigsten Länderspiele bestritten, wurde aber im ersten Gruppenspiel gegen die Schweiz eingesetzt. Obwohl sie kein Gegentor kassierte, wurde sie ab dem zweiten Gruppenspiel gegen Kamerun nicht mehr aufgestellt.

## Erfolge
- Vizeweltmeisterin 2015
- 2014: Gewinn der Fußball-Asienmeisterschaft